# Île artificielle

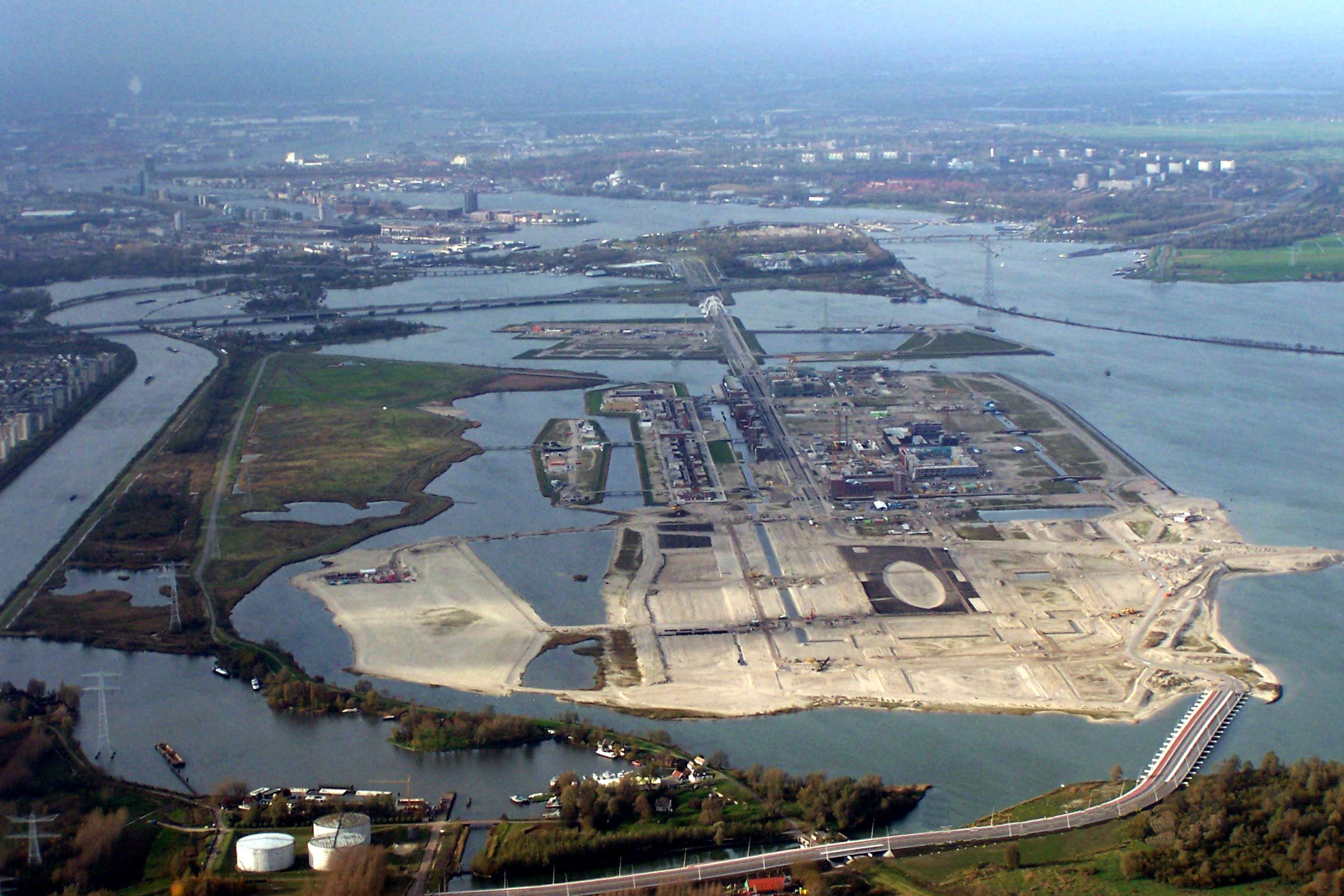
Vue aérienne de la construction du futur quartier résidentiel de l'IJburg aux Pays-Bas, en novembre 2004. Par manque de place en centre-ville d'Amsterdam, les autorités gagnent du terrain sur les espaces marins abondants.

Une île artificielle est une île formée grâce à une intervention humaine, en mer ou dans un cours d'eau. Elle est généralement construite sur un haut-fond existant, ou peut être l'extension d'un îlot ou récif existant. Elle peut servir pour gagner de la surface à proximité de villes qui en manquent pour des constructions (logements, aéroport, etc.), comme ouvrage avancé d'un port (phare, fortifications, etc.) ou comme support technique (division des eaux d'une rivière pour alimenter un canal, transition entre un pont et un tunnel, île provisoire pour un chantier, concentrateur pour un parc éolien off shore, etc.).
Les îles artificielles sont traditionnellement créées par remblaiement, et parfois, à l'inverse, par creusement d'un canal sur le côté opposé à celui bordé par les eaux d'une étendue d'eau ou d'un cours d'eau, qui isole une bande de terre. La construction d'une retenue d'eau, faisant monter le niveau de l'eau en amont, peut également créer de nouvelles îles. Enfin, quelques exemples récents suivent le modèle des plates-formes pétrolières, mais la désignation d'« île » pour ces structures reste discutée.

## Les plus grandes îles artificielles gagnées sur les mers, selon leur superficie
| # | Nom                                 | Superficie (km²) | Pays                | Activités                |
| - | ----------------------------------- | ---------------- | ------------------- | ------------------------ |
| 1 | Flevopolder                         | 970              | Pays-Bas            | Logements et agriculture |
| 2 | Île de Yas                          | 25               | Émirats arabes unis | Équipements de loisirs   |
| 3 | Aéroport international de Hong Kong | 9,38             | Chine               | Aéroport                 |
| 4 | Palm Jebel Ali                      | 8                | Émirats arabes unis | Logements                |
| 5 | Aéroport international du Chūbu     | 6,8              | Japon               | Aéroport                 |
| 6 | Palm Jumeirah                       | 6,5              | Émirats arabes unis | Logements                |
| 7 | Île de Rokkō                        | 5,8              | Japon               | Logements                |
| 8 | Île du Port                         | 5,2              | Japon               | Logements                |
| 9 | Aéroport international du Kansai    | 4                | Japon               | Aéroport                 |

## Les plus grandes îles artificielles gagnées sur des eaux lacustres, selon leur superficie
| # | Nom                | Superficie (km²) | Pays   | Activités         |
| - | ------------------ | ---------------- | ------ | ----------------- |
| 1 | Île René-Levasseur | 2 020            | Canada | Réserve naturelle |

## Construction
Les îles artificielles sont construites par remblayage ou par construction de digues. Elles utilisent parfois un ou plusieurs îlots déjà existants.

## Histoire de quelques îles

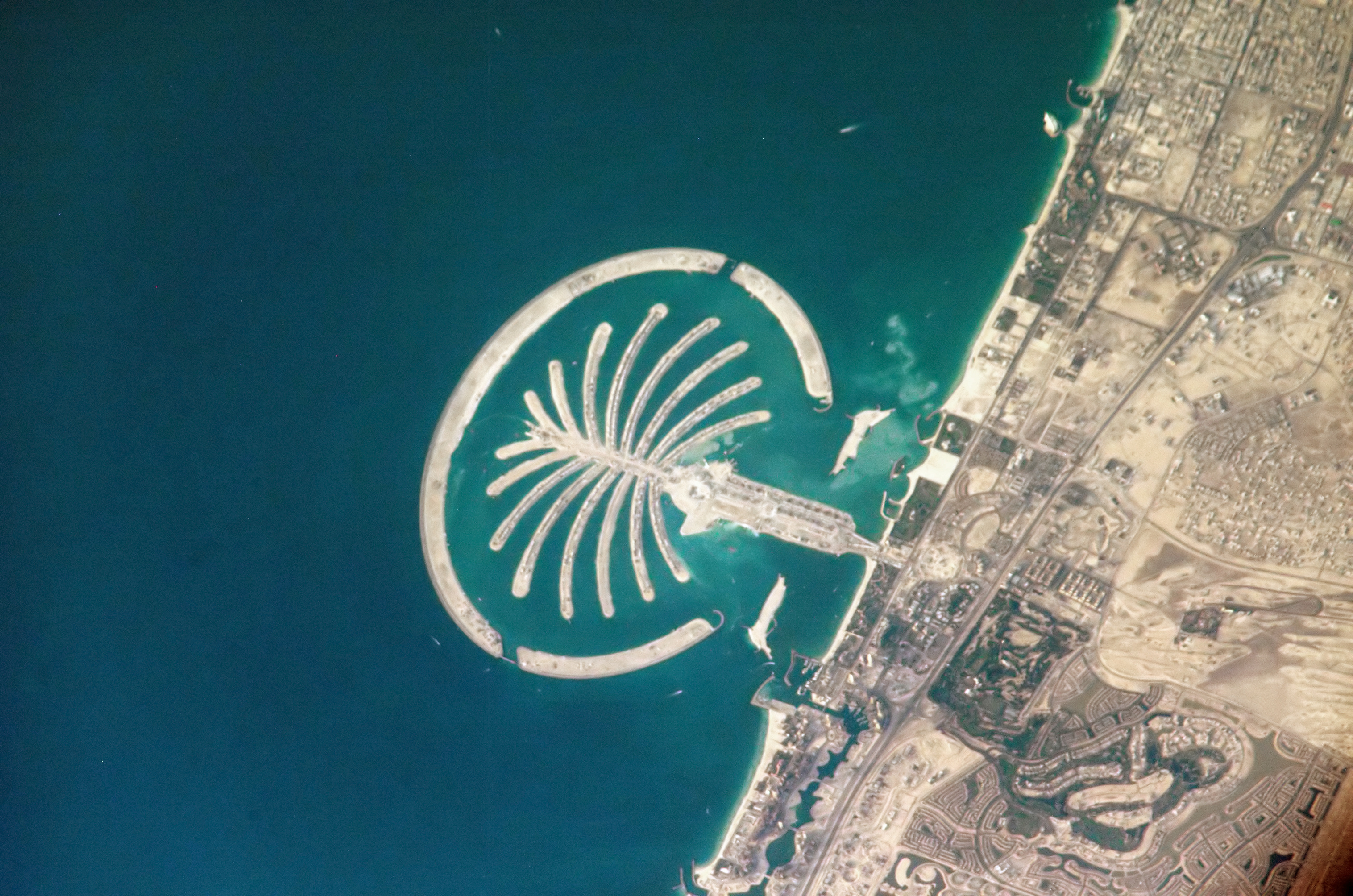
L’île de Palm Jumeirah à Dubaï prise depuis la station spatiale internationale (2005).

Bien que les îles artificielles soient souvent perçues comme un produit des sociétés technologiques modernes, la construction d'îles artificielles a pu être réalisée sans technologie avancée comme dans le cas des crannogs préhistoriques d'Écosse et d'Irlande, de la cité mégalithique de Nan Madol en Micronésie et des îles Uros du Lac Titicaca. Le système d'irrigation de Dujiangyan (IIIe siècle av. J.-C.) comporte une île artificielle pour séparer les eaux destinées à l'irrigation.
L'ancienne ville aztèque de Tenochtitlan, aujourd'hui Mexico, était située sur une petite île naturelle dans le lac Texcoco et entourée d'îles artificielles appelées chinampas utilisées pour la culture. Elle abritait 250 000 personnes quand les Espagnols sont arrivés.
De nombreuses îles artificielles ont été construites dans les zones urbaines ou dans les ports pour fournir un espace en dehors de la ville ou tout simplement pour en permettre l'extension. Un exemple du premier cas est Dejima construite dans la baie de Nagasaki au Japon à l'époque d'Edo comme un dépôt de marchandises. Ellis Island en est un bon exemple (New York).
D'autres îles artificielles sont simplement créées pour stocker des matériaux à la suite de travaux d'excavation. L'île Notre-Dame, près de Montréal, fut créée lors des travaux pour l'Exposition universelle de 1967 à partir des terres excavées du métro de Montréal. Peberholm, le point de jonction entre le pont de l'Øresund et le tunnel correspondant, constitué le stock des matériaux extraits pour l'excavation du tunnel. Même chose pour Umi Hotaru en baie de Tokyo.
En 1994 l'aéroport international du Kansai est le premier aéroport à être construit entièrement sur une île artificielle. Il est suivi en 2005 par l'aéroport international du Chūbu, puis l'aéroport de Kitakyushu et l'aéroport de Kobe en 2006. Pour la création de l'aéroport international de Hong Kong a ouvert en 1998, 75 % de la surface a été créée en récupérant des matériaux sur les îles existantes de Chek Lap Kok et Lam Chau (en).
Dubaï abrite plusieurs projets d'îles artificielles, dont les trois Palm Islands, l'archipel The World et le Dubaï Waterfront. Seul Palm Jumeirah est habité jusqu'à présent.
En 2006, Disney ouvre un complexe de loisirs à Hong Kong gagné sur l'eau, aux abords d'une île en mer, le Hong Kong Disneyland Resort.

## Projets modernes d'îles artificielles

### La Russie veut un archipel artificiel
La Russie envisage de construire, sur la mer Noire, un archipel artificiel d'une surface de 330 ha. Le projet devait être achevé initialement pour les Jeux olympiques d'hiver de Sotchi en 2014, mais il a été repoussé aux années 2020. Ce projet immobilier a été présenté le 23 septembre 2007 au président Vladimir Poutine par son concepteur, l'architecte néerlandais Erick van Egeraat. Il comprendra des hôtels, des villas, des appartements et des lieux de loisirs tout comme l'île artificielle de Palm Islands, à Dubaï. L'île de la Fédération (en russe : Остров Федерация, Ostrov Federatsia) reprendra la forme de la fédération de Russie.

### Villes amphibies aux Pays-Bas
L'architecte urbaniste de Rotterdam, Adriaan Geuze (nl), a conçu un projet encore plus ambitieux : la création, à une trentaine de kilomètres au large des côtes de la Flandre et de la Hollande, de cinq îles artificielles étroites. La plus grande pourrait atteindre cent kilomètres de long. La forme et la taille des îles seront calculées en tenant compte de facteurs naturels. Leur littoral évoluera sous l'influence des vents, des marées et des courants. Les régions côtières seront protégées des tempêtes et stabiliseront le littoral. Sur ces îles on pourra faire pousser des forêts et des prairies, y installer des bases de loisirs et même un port industriel, pour que celui de Rotterdam soit soulagé. La vie pourra se développer, car les dunes artificielles retiendront les eaux de pluie, qui deviendront des nappes phréatiques.

## Île de construction
Lors de certaines constructions, une île peut être construite pour la durée du chantier.